# Churchill (Ohio)
Churchill és una concentració de població designada pel cens dels Estats Units a l'estat d'Ohio. Segons el cens del 2000 tenia 2.601 habitants.

## Demografia
Segons el cens del 2000, Churchill tenia 2.601 habitants, 1.057 habitatges, i 755 famílies. La densitat de població era de 403,3 habitants per km².
Dels 1.057 habitatges en un 28,2% hi vivien nens de menys de 18 anys, en un 53,5% hi vivien parelles casades, en un 13,5% dones solteres, i en un 28,5% no eren unitats familiars. En el 24,1% dels habitatges hi vivien persones soles el 10,4% de les quals corresponia a persones de 65 anys o més que vivien soles. El nombre mitjà de persones vivint en cada habitatge era de 2,46 i el nombre mitjà de persones que vivien en cada família era de 2,91.
Per edats la població es repartia de la següent manera: un 21,7% tenia menys de 18 anys, un 7,8% entre 18 i 24, un 26,3% entre 25 i 44, un 28% de 45 a 60 i un 16,1% 65 anys o més.
L'edat mediana era de 41 anys. Per cada 100 dones de 18 o més anys hi havia 89,7 homes.
La renda mediana per habitatge era de 36.667 $ i la renda mediana per família de 44.485 $. Els homes tenien una renda mediana de 36.618 $ mentre que les dones 21.150 $. La renda per capita de la població era de 22.973 $. Aproximadament el 9% de les famílies i l'11,2% de la població estaven per davall del llindar de pobresa.

## Poblacions més properes
El següent diagrama mostra les poblacions més properes.